# Cole Turner
 (août 2022).
Si vous disposez d'ouvrages ou d'articles de référence ou si vous connaissez des sites web de qualité traitant du thème abordé ici, merci de compléter l'article en donnant les références utiles à sa vérifiabilité et en les liant à la section « Notes et références ».
 (août 2022).
La mise en forme du texte ne suit pas les recommandations de Wikipédia : il faut le « wikifier ».
Les points d'amélioration suivants sont les cas les plus fréquents. Le détail des points à revoir est peut-être précisé sur la page de discussion.
- Les titres sont pré-formatés par le logiciel. Ils ne sont ni en capitales, ni en gras.
- Le texte ne doit pas être écrit en capitales (les noms de famille non plus), ni en gras, ni en italique, ni en « petit »…
- Le gras n'est utilisé que pour surligner le titre de l'article dans l'introduction, une seule fois.
- L'italique est rarement utilisé : mots en langue étrangère, titres d'œuvres, noms de bateaux, etc.
- Les citations ne sont pas en italique mais en corps de texte normal. Elles sont entourées par des guillemets français : « et ».
- Les listes à puces sont à éviter, des paragraphes rédigés étant largement préférés. Les tableaux sont à réserver à la présentation de données structurées (résultats, etc.).
- Les appels de note de bas de page (petits chiffres en exposant, introduits par l'outil «  Source ») sont à placer entre la fin de phrase et le point final[comme ça].
- Les liens internes (vers d'autres articles de Wikipédia) sont à choisir avec parcimonie. Créez des liens vers des articles approfondissant le sujet. Les termes génériques sans rapport avec le sujet sont à éviter, ainsi que les répétitions de liens vers un même terme.
- Les liens externes sont à placer uniquement dans une section « Liens externes », à la fin de l'article. Ces liens sont à choisir avec parcimonie suivant les règles définies. Si un lien sert de source à l'article, son insertion dans le texte est à faire par les notes de bas de page.
- La présentation des références doit suivre les conventions bibliographiques. Il est recommandé d'utiliser les modèles {{Ouvrage}}, {{Chapitre}}, {{Article}}, {{Lien web}} et/ou {{Bibliographie}}. Le mode d'édition visuel peut mettre en forme automatiquement les références.
- Insérer une infobox (cadre d'informations à droite) n'est pas obligatoire pour parachever la mise en page.

Pour une aide détaillée, merci de consulter Aide:Wikification.
Si vous pensez que ces points ont été résolus, vous pouvez retirer ce bandeau et améliorer la mise en forme d'un autre article.
Cole Turner est un personnage de fiction de la série télévisée Charmed. Il est interprété par Julian McMahon de la saison 3 à la saison 5. Julian McMahon refait une apparition dans la septième saison de la série, pour son 150e épisode.
Dans le récit de la série, il est né le 19 janvier 1885 en Californie et mort le 19 janvier 2003 à San Francisco, le jour de son anniversaire. 
Cole Turner est mi-démon, mi-humain : sous sa forme démoniaque, il est connu sous le nom de "Balthazar". Balthazar figure parmi l'un des plus puissants adversaires des sœurs Halliwell. Il est le bras droit de la Source, un soldat démoniaque et immortel. Il tourmente l'humanité et le monde magique pendant une centaine d'années : il s'attaque aux sorcières, aux innocents, mais également aux autres démons. Il est réputé, auprès de ces derniers, comme étant un adversaire redoutable. 
Ses pouvoirs sont nombreux et majoritairement offensifs :  il peut lancer des boules de feu mortelles d'un simple geste de la main, ce dont il se sert la plupart du temps pour détruire ses ennemis. Il a aussi pour habitude de tuer avec son arme favorite, l'athamé, ce qui est sa méthode signature.

Pourtant, sa réputation démoniaque se ternit en raison de certains aspects controversés de sa vie : il a échoué à la mission ordonnée par la Source, ce qui a précipité la fin de la Triade. En effet, celui-ci était chargé de tuer les puissantes sœurs Halliwell. Alors qu'il se rapprochait, sous couverture de sa forme humaine, de la sœur cadette Phoebe Halliwell, il en tombe éperdument amoureux.
Son amour pour elle le conduit à renoncer à son côté démoniaque. De sa position initiale d'antagoniste, il devient un allié de la famille Halliwell. D'abord avec ses pouvoirs démoniaques, puis en tant que simple mortel, il essaye de trouver sa place en tant que tel : il fait alors figure d'anti-héros.
Malgré tout, il ne gagne jamais la confiance de la nouvelle sœur cadette Paige (Rose McGowan). Il avait d'ailleurs, dès son arrivée dans la vie de Phoebe, éveillé les soupçons de la sœur ainée Prue. 
Malheureusement, le côté démoniaque de Cole a raison de sa bonne volonté. Malgré lui, il accède au statut de la Source du mal, avant d'être vaincu une première fois. Il devient par la suite un Avatar. Il est donc le démon le plus puissant de l'univers de Charmed. Phoebe bascule elle aussi un temps, par amour, avant de le tuer au cours de la saison 4.
Après de nombreux périples, il parvient à réapparaître et tente de reconquérir Phoebe. Désespéré, il sombre dans la dépression et n'est plus que l’ombre de lui-même. 
Cole est tué définitivement par les sœurs Halliwell lors du 100e épisode, au cours de la cinquième saison de la série. Il revient une ultime fois, afin d'aider Piper lors du 150e épisode.

## Histoire

### Enfance dans le monde des enfers et Confrérie fraternelle (1885)
Cole Turner est né en 1885 dans l'état de Californie d'un père mortel, Benjamin Coleridge Turner, et d'une mère démone de niveau supérieur, Elizabeth. Peu après la naissance de Cole, son père découvre la véritable nature d'Elizabeth. Afin de protéger son fils, il envisage de partir avec ce dernier. En 1888, Elizabeth comprend les desseins de Benjamin et l'empêche de parvenir à ses fins : elle lui lance une boule d'énergie qui lui sera fatale.  
Au décès de Benjamin Coleridge Turner, Elizabeth emmène Cole dans le monde des enfers. Cole grandit dans ce monde et rejette sa part d'humanité. Il apprend à mépriser ce côté de sa personnalité, qu'il associe aux faiblesses des sentiments humains (compassion, pitié, amour, remords, etc). Seul son côté démoniaque se développe, si bien qu'il deviendra l'un des démons les plus puissants de tous les temps, dénommé « Balthazar ». 
Elizabeth a eu du mal a élire à la faculté de droit pour qu'il puisse s'intégrer à la société humaine en tant qu'avocat renommé. De nombreux démons de haut niveau cherchent à s'infiltrer dans le monde des mortels afin de faire avancer la cause du mal, et Cole était particulièrement bien placé pour cela puisqu'il était à moitié humain. 
Vers 1900 ou 1901, la Source a choisi Cole pour devenir membre de la Confrérie fraternelle, une société d'élite de démons de niveau supérieur. Il était particulièrement proche de deux des autres jeunes membres de la Confrérie, Tarkin et Trigg.  Au cours du siècle suivant, il s'est fait une réputation d'assassin froid, impitoyable et méthodique qui pouvait tuer n'importe qui, un athamé étant son arme de prédilection.

### L'agent de la Triade
En raison de sa nature spécifique de mi-démon, la Triade charge Cole de tuer les soeurs Halliwell. La Triade pense qu'en raison de sa part humaine, Cole est plus enclin à se rapprocher des sorcières qu'un démon de sang pur. En échange, la Triade lui promet l'âme de son père. 
Cole Turner apparaît pour la première fois dans le premier épisode de la saison 3, sous la couverture d'un séduisant adjoint du procureur de San Francisco. Pour se rapprocher des sœurs Halliwells, Cole appelle ces dernières en tant que témoins. 
Jusqu'alors, personne ne se doute de la véritable identité de Cole. La révélation aux téléspectateurs de sa véritable nature n'intervient qu'au début de la saison 3, lorsqu'il parvient à se téléporter alors que Piper a figé l'ensemble d'une salle d'audience dans laquelle il se trouvait. 
Quelques mois suffisent à Cole pour se rapprocher de Phoebe Halliwell. Il se focalise sur celle-ci, tout en mettant au point plusieurs plans afin de détruire les sorcières. Malgré tout son travail acharné, ses échecs sont récurrents et la Triade choisit d'engager un autre démon pour tuer les sœurs. Malgré tout, Cole tient à sa mission, "protège" les sœurs des autres démons afin de garder ses proies.  
C'est au cours de l'épisode 5 de la saison 3 que l'on découvre que Cole Turner est Balthazar, l'un des plus puissants démon et bras droit de la source, ne font qu'un.
Pour autant, si Cole protège les sorcières, c'est aussi parce qu'il ressent une réelle empathie pour les soeurs. Il est conscient que sa nature humaine refait surface et l'empêche de mener à bien sa mission. Alors qu'il souhaitait utiliser son charme pour se rapprocher de Phoebe, il tombe amoureux de celle-ci. 
Ce n'est qu'au cours de son ultime plan que jamais personne n'aura été proche de détruire le pouvoir des trois. Après avoir couché avec la sorcière, la Triade, bien au courant de ses derniers faits, vient lui rendre visite pour le remettre à l'ordre et lui rappeler qui il est, ce qu'il doit faire et pourquoi la Triade l'a engagé. Consciente de la difficulté de la mission à cause de la nature humaine de Cole, la Triade suggère à ce dernier de se faire aider par un esprit subalterne afin de remplir à bien sa mission. Cole, plutôt déchiré entre l'amour qu'il porte pour Phoebe et sa vie de démon, décida de rendre visite à Phoebe, au P3, le club de sa sœur Piper, pour lui apporter que leur relation ne peut continuer. Cole tomba nez à nez face aux trois sœurs en pleine dispute pour des broutilles sans intérêt et habituelles. Cole eût une idée plutôt brillante à ce moment-là et semble à nouveau sûr de lui pour éradiquer le pouvoir des trois. Il évita Phoebe verbalement et trouva comme prétexte une affaire sur laquelle il devait travailler. À la sortie du club, Cole songea à la proposition de la Triade quant à faire appel à un autre démon pour l'aider dans sa tâche. Il décida de faire venir Andras, le démon de la Colère. Le pouvoir d'Andras est d'amplifier une colère déjà existante pour ainsi la transformer en rage. Cole, dans un sursaut de réflexion, pensa aux disputes sans intérêts des trois sœurs qui pourraient prendre des proportions vraiment accentuées avec l'aide d'Andras. Bien au courant que l'essence même du pouvoir des trois réside dans la solidarité des trois sorcières, une si grosse querelle pourrait y mettre fin. Il mit alors tout en œuvre pour que chaque sœur reproche quelque chose à l'autre, tel qu'un oubli d'essence, un rendez-vous chez le médecin raté… Lorsqu'Andras utilisa son pouvoir contre les trois sœurs, celles-ci utilisèrent leurs pouvoirs l'une contre l'autre, ce qui fit disparaître le pouvoir des trois. Cole n'avait plus qu'à finir le travail lui-même en tuant la plus faible des sœurs, Phoebe, ce qui suffisait à faire disparaître à jamais le Pouvoir des Trois. Comme prévu, Phoebe alla voir Cole pour y trouver réconfort. Malgré plusieurs tentatives, Cole n'arriva pas à mettre un terme à la vie de Phoebe, faute à son amour qui était si fort. Il suggéra à Phoebe de rentrer chez elle et de trouver un moyen de retrouver au plus vite ses pouvoirs. Andras, l'œil caché, ne voulait que confirmer les rumeurs qu'il avait entendu sur "Balthazar". Des rumeurs comme quoi il serait devenu amoureux d'une sorcière. Cole, très en colère, tenta de faire taire Andras en le tuant, mais Andras, personnage regorgeant de surprises, cachait un pouvoir dont il n'avait pas fait éloge à Cole. Ce pouvoir était de posséder une de ses victimes en colère. Cole, sous la possession d'Andras, ne pouvait rien faire et Andras se mit alors à doubler Cole en tentant, avec les pouvoirs de Balthazar, de tuer les sœurs Halliwell. L'échec d'Andras fut très rapide. Si rapide que Cole ne mit pas longtemps à retrouver la possession totale de son corps. Andras fut tué alors par Cole d'une boule d'énergie… Sur le fait, Cole n'avait d'autres choix que de se défendre contre les sorcières Halliwell aux pleins pouvoirs retrouvés. Blessé, affaibli, trahi et traître, Cole est invoqué par la Triade afin qu'il soit exécuté. Cole, encore plein de volonté, tua la Triade avant de se réfugier dans son appartement pour récupérer ses forces.
Phoebe, très inquiète que Cole n'ait pas donné de nouvelles depuis assez longtemps, décida de le rechercher par tous les moyens. En passant par son bureau d'adjoint du procureur jusqu'à son appartement, quand Phoebe aperçu Cole, elle le découvrit blessé et fit appel à Leo pour le soigner. La tentative de Leo pour soigner Cole s'est avéré un semi-échec étant donné qu'il ne pouvait soigner qu'une partie de lui, sa partie humaine. Alerté et mis en garde, Leo tenta d'avertir Phoebe quant à la véritable identité de Cole, mais la jeune sorcière, très amoureuse, ne voulut rien entendre. Ce n'est qu'un peu après le départ de Leo que Phoebe découvrit la véritable identité de Cole. Quand Prue et Piper, travaillant avec un Zotar (démon chasseur de primes très expérimenté), entrèrent brusquement dans l'appartement de Cole, ce dernier se transforma en Balthazar et prit Phoebe en otage pour finalement se téléporter au mausolée, un endroit où le chasseur de primes, Krell, ne pouvait pas repérer Balthazar sous sa forme humaine. Proclamant son amour pour Phoebe, le cœur brisé d'apprendre que celui qu'elle aimait tant était un démon engagé pour la tuer elle et ses sœurs, Cole suggéra à Phoebe de lui prouver combien il l'aimait en se laissant tuer. Mais Krell, à l'affût et ayant tout de même réussi à pister Cole, attaqua les deux amants maudits. Cole finit par tuer Krell d'une boule d'énergie pour sauver Phoebe… Phoebe orchestra la fausse mort de Balthazar pour qu'on ne le recherche plus... jusqu'à son retour.

### La nouvelle Source
La prophétesse demande l'aide de Cole pour aider les sœurs Halliwell à vaincre La Source pour enfermer à nouveau Le Néant et sauver le monde. Cole accepte mais ne se doute pas que la prophétesse a orchestré la résurrection de la Source dans son propre corps. Cole résiste tant bien que mal à l'esprit démoniaque enfermé en lui mais fini par céder. Bien qu'il soit redevenu un puissant démon, Cole aime toujours passionnément Phoebe et se marie avec elle, tout en organisant son prochain couronnement comme nouvelle Source du mal. Phoebe devient sa reine mais retrouve finalement ses esprits et, avec l'aide de ses sœurs, parvient à détruire Cole et l'esprit de la Source.

### Choix final
Lorsque Cole est vaincu, son âme humaine se retrouve prisonnière du monde dans lequel vont tous les demons qui sont vaincus (leur âme est alors détruite et leurs pouvoirs dévorés par la Bête. Cole, en étant à moitié humain, est projeté dans ce monde sans que son âme soit détruite). Il se met alors à se battre avec acharnement pour sa survie, en appelant Phoebe à l'aide. Finalement, Cole découvre que, si la Bête peut dévorer les pouvoirs des démons, il en a aussi la possibilité… Il parvient à tuer la Bête et à récupérer suffisamment de pouvoirs pour s'échapper du monde des morts, apparaissant juste à temps pour sauver Phoebe d'une balle grâce à une manipulation spatiale (4x22 " Choix Final ").

### La folie destructrice
Étant revenu à la vie, Cole cherche à récupérer Phoebe qui elle ne veut plus le voir. Cole commence alors à sombrer dans une profonde dépression qui lui fait perdre pied petit à petit. Il tue des mortels avec ses pouvoirs et s'attaque aux sœurs pour qu'elles l'éliminent. Puis son obsession pour Phoebe devient sa seule raison de vivre et Cole décide de s'emparer du Nexus pour que le mal règne sur terre dans l'espoir que Phoebe lui revienne. Echouant encore une fois, Cole s'allie aux avatars et modifie le passé pour changer le présent dans lequel il est toujours le démon Balthazar et où il est marié à Phoebe mais malheureusement pour lui, ce n'est pas du tout le grand amour qu'il espérait. Étant redevenu Balthazar, les trois sœurs parviennent à le détruire définitivement et retrouvent leur monde original.

### L'errance éternelle
Depuis qu'il a été vaincu par les sœurs Halliwell, Cole erre dans le monde des esprits sans espoirs de sorties. C'est d'ailleurs dans ce monde qu'il va rencontrer Piper et l'aider à sauver son mariage avec Leo. On apprend aussi que c'est lui qui a envoyé Drake dans la vie de Phoebe pour que la sorcière ne renonce pas à l'amour, ce qui laisse à penser que Cole n'est pas vraiment emprisonné dans le monde des esprits mais a plutôt appris à renoncer à Phoebe. D'une certaine façon, Cole a trouvé la rédemption et la paix, on peut penser que Phoebe lui a pardonné toutes ses fautes passées et qu'il sera toujours son premier amour, et que Cole est en paix avec lui-même.

## Caractéristiques

### Pouvoirs
En tant que Balthazar, Cole est un démon de niveau supérieur que seule une potion très puissante à base d'un morceau de sa chair peut vaincre. Il a la possibilité de se téléporter, invoquer des Athamés, lancer des boules d'énergies, montre quelques aptitudes à la télékinésie, à la pyrokinésie et se révèle plus fort et plus résistant qu'un homme normal sous sa forme démoniaque.
Plus tard, en tant que Source du Mal, il obtient des pouvoirs plus grands encore, comme la faculté de créer des flammes, de prendre possession des autres, créer des champs de force, invoquer des démons…
Après son retour de la zone des morts, Cole a acquis plus de pouvoir qu'aucun démon n'a jamais eu, bien qu'il n'en utilise qu'une dizaine comme la régénération, le sang acide, les boules de feu, les boules d'énergie, arrêter le temps, modifier l'apparence des gens, la télékinésie, faire apparaître ou disparaître des objets ou démons, il peut disparaître et apparaître où il veut… Il montre aussi la possibilité de prêter des pouvoirs, et laisse entendre qu'il retourne dans le monde des morts pour en obtenir de nouveaux. Toutefois, Cole prend conscience que ses pouvoirs sont trop importants pour un seul être et prépare un plan : en attaquant directement les sœurs Halliwell, sans les tuer toutefois, il espère les pousser à chercher un moyen de le vaincre. Lorsque Phoebe comprend la situation, il est trop tard : Cole utilise l'un de ses pouvoirs pour déclencher le processus. À sa grande surprise, il sort vivant du sortilège : il est totalement invincible.
Enfin, Cole rejoint les Avatars et obtient le pouvoir de modifier la réalité. Il devient le démon le plus puissant qui n'ait jamais existé. Il tente de changer le cours des événements, mais se retrouve heurté à son destin : Phoebe le hait. Alors redevenu Balthazar, Cole est théoriquement vaincu par le pouvoir des Trois.